# IC 1801
IC 1801 — галактика типу SBb (компактна витягнута галактика) у сузір'ї Овен.
Цей об'єкт міститься в оригінальній редакції індексного каталогу.